# Comfort in Sound
Comfort in Sound – czwarty album zespołu Feeder nagrany po samobójczej śmierci perkusisty Jona Lee. Utwory są wyrazem uczuć i reakcji po jego śmierci. Single z albumu to "Come Back Around", "Just the Way I'm Feeling", "Forget About Tomorrow" i "Find the Colour".

## Utwory
1. "All in all"
2. "Walk"
3. "Just the Way I'm Feeling"
4. "Come Back Around"
5. "Find the Colour"
6. "Helium"
7. "Child in You"
8. "Ascend"
9. "Godzilla"
10. "Before We Find Out"
11. "Crystal"
12. "Late"
13. "Forget About Tomorrow"